# Kanton Écommoy
Kanton Écommoy is een kanton van het Franse departement Sarthe. Kanton Écommoy maakt deel uit van het arrondissement Le Mans en telde 28.186 inwoners in 2020.

## Gemeenten
Het kanton Écommoy omvatte tot 2014 de volgende 11 gemeenten:
- Brette-les-Pins
- Écommoy (hoofdplaats)
- Laigné-en-Belin
- Marigné-Laillé
- Moncé-en-Belin
- Mulsanne
- Saint-Biez-en-Belin
- Saint-Gervais-en-Belin
- Saint-Mars-d'Outillé
- Saint-Ouen-en-Belin
- Teloché

Na de herindeling van de kantons bij decreet van 24 februari 2014, met uitwerking op 22 maart 2015, zijn dat:
- Écommoy (hoofdplaats)
- Laigné-en-Belin
- Marigné-Laillé
- Moncé-en-Belin
- Mulsanne
- Ruaudin
- Saint-Biez-en-Belin
- Saint-Gervais-en-Belin
- Saint-Ouen-en-Belin
- Teloché